# Habibah bint Ubayd-Allah
 Habibah bint Ubayd-Allah est la fille de Rumleh bint Abi-Sufyan, plus tard épouse de Mahomet, et de son premier mari Ubayd-Allah ibn Jahsh (en).
Elle épouse Dawûd ibn Urwah ibn Mas'ud (en) des Banu Thaqif (en).